# Bryant McIntosh
Bryant Scott McIntosh (Greensburg, 20 november 1994) is een Amerikaans voormalig basketballer en basketbalcoach.

## Carrière
McIntosh speelde collegebasketbal voor de Northwestern Wildcats van 2014 tot 2018. Nadat hij niet gekozen werd in de NBA draft van 2018 speelde hij in de NBA Summer League voor de New Orleans Pelicans. Hij tekende daarna in de Belgische competitie bij de Leuven Bears en speelde er tot in april 2019.
In 2019 werd hij assistant director of basketball operations en in 2022 gepromoveerd tot assistent-coach bij de Northwestern Wildcats.

## Privéleven
McIntosh neef Trey Ball werd een profhonkballer.